# 本·吉布森
班傑明·詹姆斯·吉布森（英語：Benjamin James Gibson，1993年1月15日—）是英格蘭的一位足球運動員，司職後衛。現效力於英冠球隊斯托克城，曾效力於英冠球隊米德尔斯堡。他也曾經代表英格蘭青年國家隊參加比賽。

## 俱樂部生涯

### 諾域治
2021年7月1日，吉布森從般尼加盟諾域治。

## 榮譽

### 球會
約克城
- 英格蘭足總錦標冠軍：2011–12賽季。

 諾域治
- 英格蘭足球冠軍聯賽冠軍：2020–21[6]賽季。

## 外部連結
- Ben Gibson profile （页面存档备份，存于） at Middlesbrough F.C.
- 足球数据库：Ben Gibson的球员统计数据
- Soccerway資料庫：本·吉布森